# 1846 in Italia

## Situazione italiana
Nel 1846, la penisola italiana si presenta come un mosaico di stati con assetti politici, economici e sociali eterogenei, dominati in larga parte dall'influenza dell'Impero Austriaco e caratterizzati da un crescente fermento nazionalistico e liberale.

### Assetto politico
La penisola è suddivisa in diversi stati, la cui sovranità è detenuta da monarchie assolute o, nel caso dello Stato Pontificio, da un governo teocratico. I principali stati sono:
* Regno Lombardo-Veneto: Sotto il diretto controllo dell'Impero Austriaco, rappresenta una delle regioni più sviluppate economicamente ma anche un focolaio di malcontento a causa della dominazione straniera.
* Regno di Sardegna: guidato da Carlo Alberto di Savoia della dinastia dei Savoia, è l'unico stato italiano a mantenere una relativa indipendenza dall'Austria e nutre ambizioni di espansione e unificazione nazionale.
* Granducato di Toscana: retto da Leopoldo II di Toscana, caratterizzato da un governo relativamente illuminato ma comunque assolutista.
* Ducato di Parma e Piacenza: governato da Maria Luigia d'Austria, vedova di Napoleone, con una forte influenza austriaca.
* Ducato di Modena e Reggio: sotto il dominio di Francesco V d'Austria-Este, strettamente legato alla casa imperiale austriaca.
* Stato Pontificio: esteso su una vasta area del centro Italia, è governato da papa Gregorio XVI come monarca assoluto, con un'amministrazione centralizzata e conservatrice.
* Regno delle Due Sicilie: comprendente il Mezzogiorno continentale e la Sicilia, è retto da Ferdinando II delle Due Sicilie della dinastia dei Borbone, con un governo autoritario e una situazione socio-economica arretrata.
Altri stati sono: il ducato di Lucca che cessa di esistere ed è assorbito dal Granducato di Toscana (v. trattato di Firenze del 1844) e la Repubblica di San Marino.

### Clima sociale ed economico
La situazione sociale è caratterizzata da una diffusa povertà, soprattutto nelle campagne del Mezzogiorno, e da una crescente consapevolezza nazionale tra gli intellettuali e la borghesia. Le aspirazioni liberali e unitarie, alimentate dalle idee del Risorgimento, si scontrano con il conservatorismo dei governi e la repressione poliziesca.
L'economia è prevalentemente agricola, con alcune aree industrializzate nel Nord (Lombardia e Piemonte). Le infrastrutture sono carenti e il commercio interno è ostacolato dalle barriere doganali tra i diversi stati.

### Eventi salienti
Nonostante un apparente immobilismo politico, il 1846 è un anno di crescente attesa e speranza, soprattutto in seguito all'elezione al soglio pontificio di Giovanni Maria Mastai Ferretti, che assume il nome di Pio IX. Le sue prime mosse, tra cui una parziale amnistia per i prigionieri politici, suscitano un'ondata di entusiasmo in tutta la penisola e alimentano le speranze di riforme liberali e di una possibile svolta nel panorama politico italiano.
Tuttavia, permangono profonde divisioni tra le diverse correnti del movimento nazionale, tra chi auspica riforme graduali sotto la guida dei sovrani e chi invece propugna soluzioni più radicali, fino all'unificazione nazionale attraverso la lotta e l'instaurazione di regimi costituzionali.

## Avvenimenti
- 8 febbraio : la Legione italiana di Giuseppe Garibaldi è vittoriosa sulle forze della Confederazione e dei Blancos nella battaglia di San Antonio, nell'ambito della Grande Guerre, in Uruguay[1].
- 1° maggio : « Des chemins de fer en Italie », articolo de Camillo Cavour apparso sulla Revue nouvelle che diostra l’importanza dello sviluppo economico per favorire lo sviluppo politico[2].
- 1º giugno : morte del papa Gregorio XVI[3].

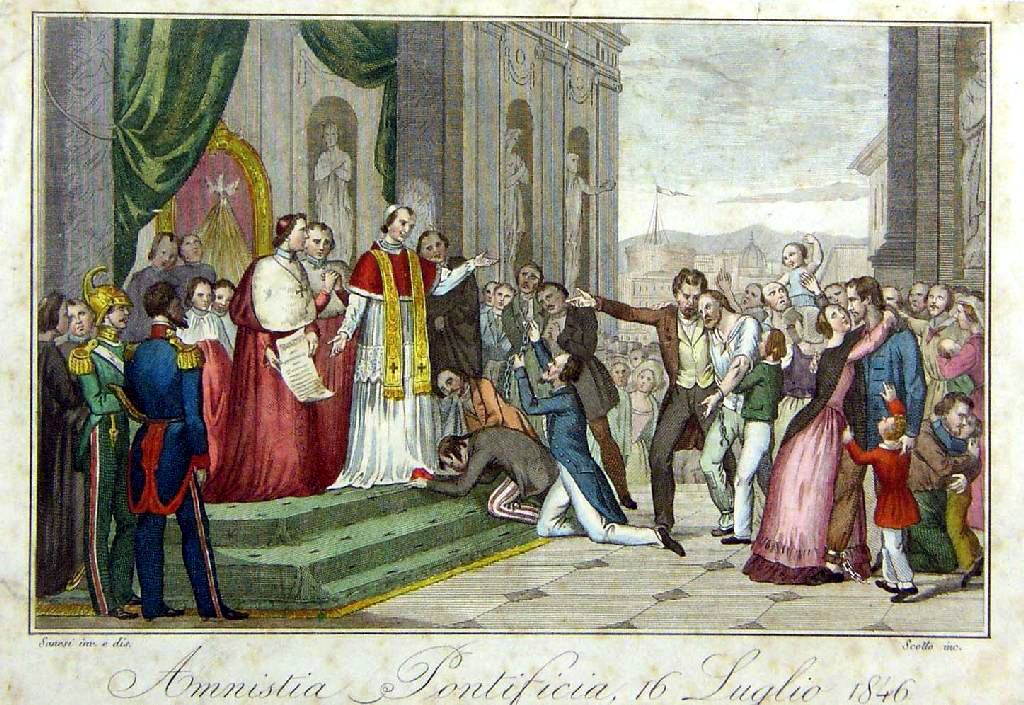
Pio IX concede l'amnistia di Pio IX al suo insediamento.

- 15-16 giugno : il cardinale Mastai-Ferretti è eletto papa nel conclave e prende il nome di Pio IX[3]. Istituisce una Consulta incaricata di trasmettere al Papa i desideri della popolazione (14 ottobre 1847) e nomina commissioni per rivedere le leggi. Fa costruire una ferrovia e ripristina l'illuminazione pubblica. Viene lanciato un movimento di riforma.
- 12 luglio : ordinanza per la costituzione della guardia nazionale negli Stati pontifici[3].
- 17 luglio : Pio IX concede l'amnistia a tutti i prigionieri politici[4].
- 9 novembre : l’enciclica Qui pluribus condanna il liberalismo[5].

## Cultura
- Pubblicazione della Proposta di un programma per l'opinione nazionale italiana, di Massimo d'Azeglio. Dopo il fallimento della rivolta mazziniana nelle Romagne (1845), Massimo d’Azeglio sottolinea la natura retrograda e rigida del governo papale, che dà origine a innumerevoli rivolte. Egli prevede riforme, perfino un intervento piemontese nell'Italia centrale, e riesce a convincere Carlo Alberto sui vantaggi di una confederazione italiana liberata dall'influenza austriaca. Il suo programma propone misure concrete per preparare una federazione italiana : modernizzazione dei codici, unificazione dei pesi e delle misure, legge sulla stampa, sistema militare comune, elezione dei consigli comunali e provinciali. Prevede una preparazione militare necessaria per cacciare gli austriaci[6].

- Inaugurazione del Museo di storia naturale di Trieste

### Musica
- 17 marzo: esordio alla Fenice di Venezia di Attila, opera di Giuseppe Verdi su libretto di Temistocle Solera.

- 10 novembre, debutto al Teatro San Carlo di Napoli dei Orazi e Curiazi, opera di Saverio Mercadante su libretto di Salvadore Cammarano.

## Nati nel 1846
- 29 giugno : Giacomo Gandi,  pittore, noto per le sue scene di genere. († 20 settembre 1932)
- 26 agosto : Giacomo Natoli, militare, ufficiale di cavalleria[7], si distingue durante la terza guerra d’indipendenza italiana[8], e politico del Regno d'Italia. († 4 dicembre 1896)

## Morti nel 1846
- 1º agosto : Pietro Maroncelli, 50 anni,  patriota, musicista e scrittore. (° 12 aprile 1795)
- 18 ottobre : Odorico Politi, 61 anni, pittore. (° 27 gennaio 1785)
- 23 novembre : Raffaele Fidanza, 48 anni, pittore e ritrattista che ha lavorato e Roma, Parigi e Londra. (° 10 dicembre 1797)

## Calendario
| Calendario 1846 | Calendario 1846 | Calendario 1846 | Calendario 1846 | Calendario 1846 | Calendario 1846 | Calendario 1846 | Calendario 1846 | Calendario 1846 | Calendario 1846 | Calendario 1846 | Calendario 1846 | Calendario 1846 | Calendario 1846 | Calendario 1846 | Calendario 1846 | Calendario 1846 | Calendario 1846 | Calendario 1846 | Calendario 1846 | Calendario 1846 | Calendario 1846 | Calendario 1846 | Calendario 1846 | Calendario 1846 | Calendario 1846 | Calendario 1846 | Calendario 1846 | Calendario 1846 | Calendario 1846 | Calendario 1846 | Calendario 1846 | Calendario 1846 |
| --------------- | --------------- | --------------- | --------------- | --------------- | --------------- | --------------- | --------------- | --------------- | --------------- | --------------- | --------------- | --------------- | --------------- | --------------- | --------------- | --------------- | --------------- | --------------- | --------------- | --------------- | --------------- | --------------- | --------------- | --------------- | --------------- | --------------- | --------------- | --------------- | --------------- | --------------- | --------------- | --------------- |
|                 | 1               | 2               | 3               | 4               | 5               | 6               | 7               | 8               | 9               | 10              | 11              | 12              | 13              | 14              | 15              | 16              | 17              | 18              | 19              | 20              | 21              | 22              | 23              | 24              | 25              | 26              | 27              | 28              | 29              | 30              | 31              |                 |
| Gennaio         | Gi              | Ve              | Sa              | Do              | Lu              | Ma              | Me              | Gi              | Ve              | Sa              | Do              | Lu              | Ma              | Me              | Gi              | Ve              | Sa              | Do              | Lu              | Ma              | Me              | Gi              | Ve              | Sa              | Do              | Lu              | Ma              | Me              | Gi              | Ve              | Sa              |                 |
| Febbraio        | Do              | Lu              | Ma              | Me              | Gi              | Ve              | Sa              | Do              | Lu              | Ma              | Me              | Gi              | Ve              | Sa              | Do              | Lu              | Ma              | Me              | Gi              | Ve              | Sa              | Do              | Lu              | Ma              | Me              | Gi              | Ve              | Sa              |                 |                 |                 |                 |
| Marzo           | Do              | Lu              | Ma              | Me              | Gi              | Ve              | Sa              | Do              | Lu              | Ma              | Me              | Gi              | Ve              | Sa              | Do              | Lu              | Ma              | Me              | Gi              | Ve              | Sa              | Do              | Lu              | Ma              | Me              | Gi              | Ve              | Sa              | Do              | Lu              | Ma              |                 |
| Aprile          | Me              | Gi              | Ve              | Sa              | Do              | Lu              | Ma              | Me              | Gi              | Ve              | Sa              | Do              | Lu              | Ma              | Me              | Gi              | Ve              | Sa              | Do              | Lu              | Ma              | Me              | Gi              | Ve              | Sa              | Do              | Lu              | Ma              | Me              | Gi              |                 |                 |
| Maggio          | Ve              | Sa              | Do              | Lu              | Ma              | Me              | Gi              | Ve              | Sa              | Do              | Lu              | Ma              | Me              | Gi              | Ve              | Sa              | Do              | Lu              | Ma              | Me              | Gi              | Ve              | Sa              | Do              | Lu              | Ma              | Me              | Gi              | Ve              | Sa              | Do              |                 |
| Giugno          | Lu              | Ma              | Me              | Gi              | Ve              | Sa              | Do              | Lu              | Ma              | Me              | Gi              | Ve              | Sa              | Do              | Lu              | Ma              | Me              | Gi              | Ve              | Sa              | Do              | Lu              | Ma              | Me              | Gi              | Ve              | Sa              | Do              | Lu              | Ma              |                 |                 |
| Luglio          | Me              | Gi              | Ve              | Sa              | Do              | Lu              | Ma              | Me              | Gi              | Ve              | Sa              | Do              | Lu              | Ma              | Me              | Gi              | Ve              | Sa              | Do              | Lu              | Ma              | Me              | Gi              | Ve              | Sa              | Do              | Lu              | Ma              | Me              | Gi              | Ve              |                 |
| Agosto          | Sa              | Do              | Lu              | Ma              | Me              | Gi              | Ve              | Sa              | Do              | Lu              | Ma              | Me              | Gi              | Ve              | Sa              | Do              | Lu              | Ma              | Me              | Gi              | Ve              | Sa              | Do              | Lu              | Ma              | Me              | Gi              | Ve              | Sa              | Do              | Lu              |                 |
| Settembre       | Ma              | Me              | Gi              | Ve              | Sa              | Do              | Lu              | Ma              | Me              | Gi              | Ve              | Sa              | Do              | Lu              | Ma              | Me              | Gi              | Ve              | Sa              | Do              | Lu              | Ma              | Me              | Gi              | Ve              | Sa              | Do              | Lu              | Ma              | Me              |                 |                 |
| Ottobre         | Gi              | Ve              | Sa              | Do              | Lu              | Ma              | Me              | Gi              | Ve              | Sa              | Do              | Lu              | Ma              | Me              | Gi              | Ve              | Sa              | Do              | Lu              | Ma              | Me              | Gi              | Ve              | Sa              | Do              | Lu              | Ma              | Me              | Gi              | Ve              | Sa              |                 |
| Novembre        | Do              | Lu              | Ma              | Me              | Gi              | Ve              | Sa              | Do              | Lu              | Ma              | Me              | Gi              | Ve              | Sa              | Do              | Lu              | Ma              | Me              | Gi              | Ve              | Sa              | Do              | Lu              | Ma              | Me              | Gi              | Ve              | Sa              | Do              | Lu              |                 |                 |
| Dicembre        | Ma              | Me              | Gi              | Ve              | Sa              | Do              | Lu              | Ma              | Me              | Gi              | Ve              | Sa              | Do              | Lu              | Ma              | Me              | Gi              | Ve              | Sa              | Do              | Lu              | Ma              | Me              | Gi              | Ve              | Sa              | Do              | Lu              | Ma              | Me              | Gi              |                 |